# Diocesi di Copriti
La diocesi di Copriti (in latino Dioecesis Coprithensis) è una sede soppressa e sede titolare della Chiesa cattolica.

## Storia
Copriti, identificabile con Cabrit (Cobrit), è un'antica sede episcopale della provincia romana dell'Egitto Primo nella diocesi civile d'Egitto, ed era suffraganea del patriarcato di Alessandria.
Secondo Annick Martin questa diocesi fu eretta durante il patriarcato di Teofilo di Alessandria (385-412). È noto un solo vescovo, Silvano, che partecipò al concilio di Efeso del 431.
Dal 1933 Copriti è annoverata tra le sedi vescovili titolari della Chiesa cattolica; la sede finora non è mai stata assegnata.

## Cronotassi dei vescovi
- Silvano † (menzionato nel 431)